# Syrup (Film)
Syrup ist ein britischer Kurzfilm aus dem Jahr 1994. Bei der Oscarverleihung 1995 war er in der Kategorie Bester Kurzfilm nominiert.

## Handlung
George T. Foreman muss aufgrund seines spärlichen Haares einiges an Ungemach erdulden, vor allem von einer Gruppe Skinheads in der Reihenhaussiedlung, in der er wohnt. Eines Tages beschließt er, sich ein Toupet zuzulegen, und wird aufgrund der Elvis-Tolle, die nun seinen Kopf ziert, zum Gespött der Kollegen und Nachbarn. Als George zu Hause ankommt, zeigt sich seine Beehive-Frisur tragende Ehefrau Linda entzückt und die beiden tanzen wie in ihrer Jugend, ehe sie ihre Vergnügungen im Ehebett fortsetzen.